# Maoridrilus purus
Maoridrilus purus är en ringmaskart som beskrevs av Ude 1905. Maoridrilus purus ingår i släktet Maoridrilus och familjen Acanthodrilidae. Inga underarter finns listade i Catalogue of Life.